# Neseutegaeus denticulatus
Neseutegaeus denticulatus är en kvalsterart som beskrevs av P. Balogh 1988. Neseutegaeus denticulatus ingår i släktet Neseutegaeus och familjen Eutegaeidae. Inga underarter finns listade i Catalogue of Life.